# Arizona Colt
Arizona Colt è un film del 1966 diretto da Michele Lupo.

## Trama
Gordon Watch, capo di una banda chiamata "Gli Sterminatori" (hanno tutti una "S" marchiata a fuoco sul braccio) assalta un carcere con lo scopo di far aggregare i detenuti alla sua gang. Tra i galeotti c'è il giovane pistolero Arizona Colt che, dopo aver eliminato alcuni "Sterminatori", rifiuta di unirsi agli uomini di Gordon. Giunto a Blackstone Hill, l'eroe accetta di vendicare la morte di Dolores, figlia del barista Pedro, uccisa da Clay in quanto aveva scoperto la di lui identità di fuorilegge. Oltre ai soldi Arizona chiede di poter passare una notte con Jane, sorella della defunta, che accetta la scabrosa richiesta per vedere vendicata Dolores.
Il pistolero uccide il bandito ma viene violentemente pestato dagli uomini di Gordon. Soccorso dall'ubriacone Doppio Whisky ex sgherro del capobanda, Arizona torna in paese ma, dopo essere stato curato, viene scacciato per la sua scandalosa offerta a Jane. Tornerà per affrontare definitivamente la gang e sconfiggere Gordon. Nonostante l'amore di Jane Arizona Colt lascia il villaggio, promettendo di ritornare un giorno.

## Produzione
Scritto da Ernesto Gastaldi, coadiuvato per il soggetto da Luciano Martino, il film, che in origine si doveva intitolare Il pistolero di Arizona, è uno dei 46 western prodotti in Italia nel 1966. Giuliano Gemma interpreta il ruolo dell'eroe, lo affiancano Roberto Camardiel, Nello Pazzafini, il cattivo, Fernando Sancho, il bandito messicano, Corinne Marchand, la fanciulla innamorata dell'eroe.
Alcune scene furono girate in Spagna (Almeria e dintorni); la colonna sonora di Francesco de Masi cantata da Raoul.